# Robert S. Kaplan

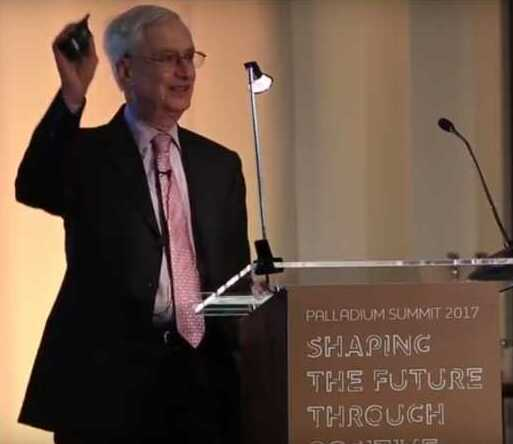
Robert S. Kaplan (2017)

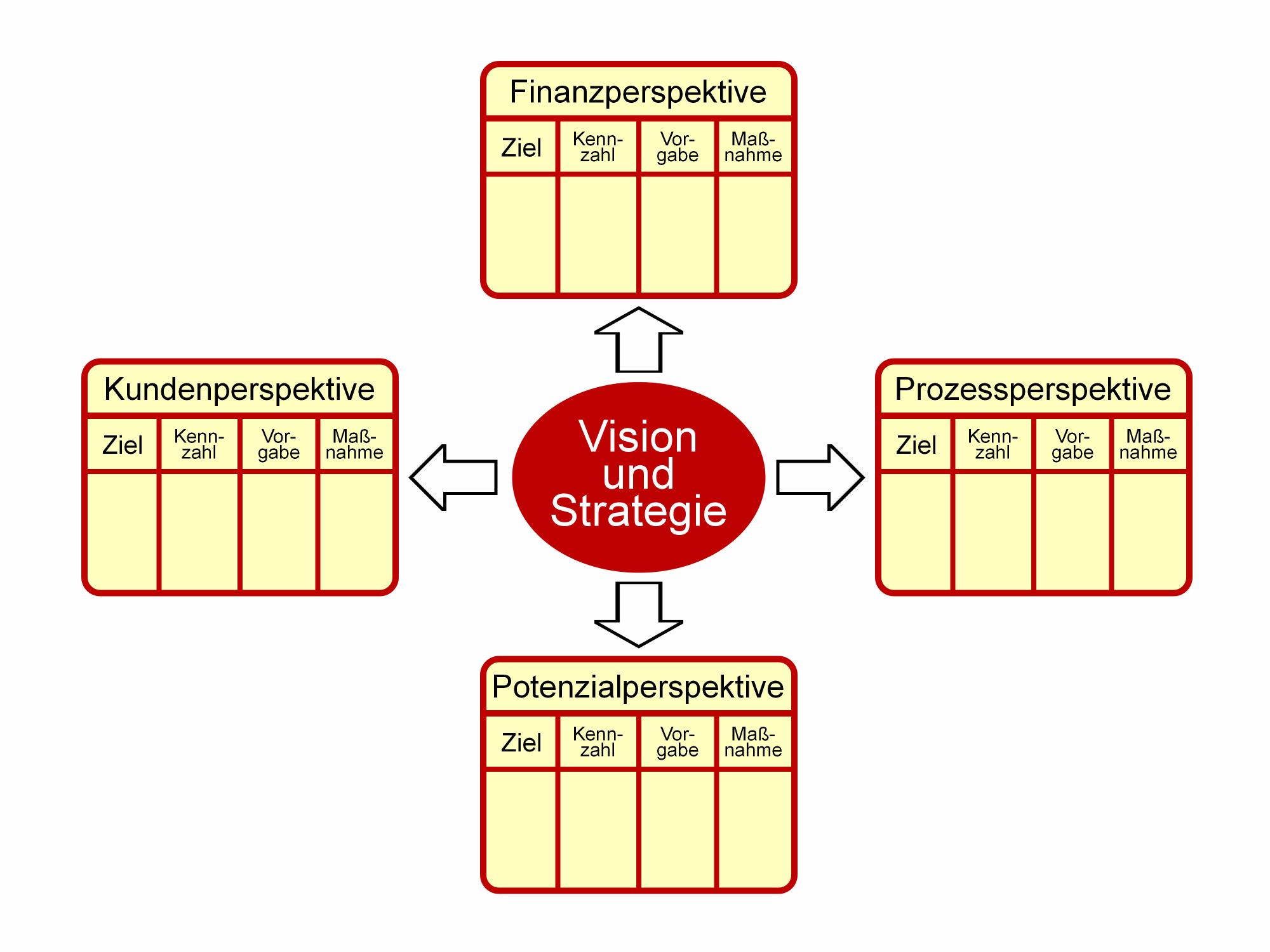
Balanced Scorecard

Robert S. Kaplan (* 1940) ist ein amerikanischer Wirtschaftswissenschaftler. Er lehrt seit 1984 an der Harvard Business School, vorher war er an der Graduate School of Industrial Administration (GSIA) der Carnegie-Mellon-Universität tätig. Er ist außerdem Ehrendoktor der Universität Stuttgart, der Universität Łódź und der Universität Waterloo.
Kaplan war maßgeblich an der Entwicklung zweier neuerer betriebswirtschaftlicher Konzepte beteiligt, dem activity-based costing und der Balanced Scorecard und gilt als einer der weltweit führenden Vordenker im Bereich der Kostenrechnung und des internen Rechnungswesens.

## Veröffentlichungen (Auswahl)
- Relevance Lost: The Rise and Fall of Management Accounting, with H. Thomas Johnson. Harvard Business School Press, 1987.
- Implementing Activity-Based Cost Management: Moving From Analysis to Action, with Robin Cooper, Larry Maisel, Eileen Morrissey and Ronald M. Oehm. Institute of Management Accountants, 1992.
- The Balanced Scorecard: Measures That Drive Performance, with David P. Norton. Harvard Business Review, January–February 1992.
- Putting the Balanced Scorecard to Work, with David P. Norton. Harvard Business Review, September–October 1993.